# Liste der Kulturdenkmale in Belau
In der Liste der Kulturdenkmale in Belau sind alle Kulturdenkmale der schleswig-holsteinischen Gemeinde Belau (Kreis Plön) und ihrer Ortsteile aufgelistet (Stand: 10. März 2025).

## Legende
In den Spalten befinden sich folgende Informationen:
- Objekt-ID: die Nummer des Kulturdenkmales
- Lage: die Adresse des Kulturdenkmales und die geographischen Koordinaten. Kartenansicht, um Koordinaten zu setzen. In der Kartenansicht sind Kulturdenkmale ohne Koordinaten mit einem roten Marker dargestellt und können in der Karte gesetzt werden. Kulturdenkmale ohne Bild sind mit einem blauen Marker gekennzeichnet, Kulturdenkmale mit Bild mit einem grünen Marker.
- Offizielle Bezeichnung: Bezeichnung des Kulturdenkmales
- Beschreibung: die Beschreibung des Kulturdenkmales
- Bild: ein Bild des Kulturdenkmales

## Bauliche Anlagen
| Objekt-ID     | Lage                                        | Offizielle Bezeichnung     | Beschreibung | Bild |
| ------------- | ------------------------------------------- | -------------------------- | --- | ---- |
| 4687 Wikidata | Dorfstraße 53 (54° 5′ 55″ N, 10° 15′ 33″ O) | Schloss-Gaststätte         | Alteintragung (Aktualisierung vorgesehen) - Begründung: geschichtlich, künstlerisch, Kulturlandschaft prägend - Schutzumfang: gesamtes Objekt - Denkmaltyp: Bauliche Anlage | BW   |
| 1153 Wikidata | Gut Perdöl (54° 7′ 9″ N, 10° 14′ 6″ O)      | Scheune von 1719           | Alteintragung (Aktualisierung vorgesehen) - Begründung: Alteintragung (Aktualisierung vorgesehen) - Schutzumfang: Alteintragung (Aktualisierung vorgesehen) - Denkmaltyp: Bauliche Anlage | BW   |
| 636 Wikidata  | Gut Perdöl (54° 7′ 11″ N, 10° 14′ 7″ O)     | Scheunen- und Stallgebäude | Alteintragung (Aktualisierung vorgesehen) - Begründung: Alteintragung (Aktualisierung vorgesehen) - Schutzumfang: Alteintragung (Aktualisierung vorgesehen) - Denkmaltyp: Bauliche Anlage | BW   |
| 2048 Wikidata | Gut Perdöl (54° 7′ 10″ N, 10° 14′ 10″ O)    | Torhaus                    | Alteintragung (Aktualisierung vorgesehen) - Begründung: Alteintragung (Aktualisierung vorgesehen) - Schutzumfang: Alteintragung (Aktualisierung vorgesehen) - Denkmaltyp: Bauliche Anlage | BW   |
| 5567          | Perdöl 13 (54° 7′ 11″ N, 10° 14′ 2″ O)      | Wohnhaus                   | Wohnhaus; 1904; eingeschossiger, breitgelagerter Backsteinbau in Traufenstellung mit Satteldach und breitem Mittelrisalit, zeittypische Bauzier, mit Nebengebäude - Begründung: geschichtlich, städtebaulich, Kulturlandschaft prägend - Schutzumfang: Wohnhaus, Nebengebäude - Denkmaltyp: Bauliche Anlage | BW   |

## Quelle
- Liste der Kulturdenkmale in Schleswig-Holstein – Kreis Plön (PDF)